# ژاک دینام
ژاک دینام (فرانسوی: Jacques Dynam‎؛ ‏ ۳۰ دسامبر ۱۹۲۳ – ۱۲ نوامبر ۲۰۰۴) بازیگر اهل کشور فرانسه بود.

## قسمتی از فیلمشناسی
- فانفان لا تولیپ (۲۰۰۳)
- مادام بوواری (۱۹۹۱)
- یک تابستان مرگبار (۱۹۸۳)
- ارتباط فرانسوی ۲ (۱۹۷۵)
- فانتوماس در برابر اسکاتلندیارد (۱۹۶۷)
- فانتوماس رهاشده (۱۹۶۵)
- شکار مردانه (۱۹۶۴)
- فانتوماس (۱۹۶۴)
- کنت دو مونت-کریستو (۱۹۶۱)
- حادثه‌ای در ترن (۱۹۶۵)
- بدون گذاشتن نشانی (۱۹۵۱)
- منون
- عکس‌های کاروم (۱۹۶۳)